# Tiquinho Soares
Francisco das Chagas Soares dos Santos (Sousa, Paraíba, 17 de enero de 1991), más conocido como Tiquinho Soares, es un futbolista brasileño que juega como delantero en el Santos F. C. del Campeonato Brasileño de Serie A.

## Trayectoria
Comenzó su carrera jugando en equipos de Brasil. Su primer equipo fue el América de Natal, equipo en el que apenas jugó.
Después fichó por el Botafogo Futebol Clube y por el Sousa Esporte Clube donde tampoco tuvo suerte.
En 2012 fichó por el Centre Sportivo Paraibano. Con este equipo fue acumulando cesiones hasta que dejó el club brasileño en 2016. Aun así jugó con este equipo 17 partidos y marcó 10 goles.
En 2012 estuvo cedido en el Caicó y el Visão Celeste, en 2013 estuvo cedido en el Cerâmica Atlético Clube y en el Treze Futebol Clube. Tras la cesiones en 2014 en el Veranópolis Esporte Clube, en el Esporte Clube Pelotas  y en el Lucena. Con el Veranópolis disputó 16 partidos y marcó 4 goles, mientras que con el Lucena jugó 7 partidos y marcó 3 goles.
Estas buenas actuaciones le llevaron a Portugal, donde estuvo cedido en el C. D. Nacional, con el que debutó el 21 de febrero de 2015 contra el Sporting Clube de Braga. El 20 de abril de 2015 marcó su primer gol contra el C. S. Marítimo. En las dos temporadas que estuvo cedido en el Nacional jugó 42 partidos y marcó 12 goles.

### Portugal
El 25 de marzo de 2016 dejó el Centro Sportivo Paraibano para fichar por el Vitória Guimarães.
Con el equipo portugués marcó su primer gol contra el F. C. Paços de Ferreirra. El 4 de noviembre de 2016 hizo un doblete contra el Nacional.
El 23 de enero de 2017 fichó por el F. C. Oporto debutando con un doblete frente al Sporting de Lisboa el 4 de febrero, y el 22 de febrero de 2017 debuta en la Liga de Campeones de la UEFA.
Tiquinho terminó finalmente la temporada con 17 partidos disputados, en los que marcó 12 goles, convirtiéndolo en una de las grandes sensaciones del final de temporada en Portugal.

### China y Grecia
En octubre de 2020 abandonó el F. C. Porto y firma por el Tianjin Teda.
El 31 de mayo de 2021 se hizo oficial su regreso a Europa al firmar por el Olympiacos de El Pireo, después de permanecer desde el mes de enero sin equipo.

### De vuelta a Brasil
En agosto de 2022 regresó a Brasil después de fichar por Botafogo. El 4 de septiembre debutó en una victoria ante el Fortaleza E. C. por 3-1, en el Arena Castelão, en el Campeonato Brasileño. El 17 de octubre marcó un primer, en la victoria por 2-0 sobre el Coritiba, en la misma competición. Acabó su primera temporada como uno de los principales jugadores del equipo, jugó 14 partidos y marcó seis goles.
Terminó la temporada 2023 con buenos resultados, especialmente en la primera ronda del Brasileirão que fue la mejor de la historia, fue el máximo goleador de la Copa de Brasil,[cita requerida] con cinco goles, y segundo del Brasileirão Série A con 17 goles. Su año despertó el interés de los clubes por el delantero. Grêmio investigó su situación en enero de 2024. Botafogo, sin embargo, dejó claro que no tenía intención de negociar por el jugador. Botafogo rechazó 4 millones de euros (R$ 21,3 millones a precios actuales) del Grêmio, que consideraba dejar el glorioso para mudarse al sur.
En enero de 2025, tras haber ayudado a Botafogo a ganar la Copa Libertadores y el Brasileirão, fichó por Santos F. C. y firmó hasta finales de 2027.

## Clubes
| Club                       | País     | Año           |
| -------------------------- | -------- | ------------- |
| América de Natal           | Brasil   | 2009-10       |
| Botafogo de Ribeirão Preto | Brasil   | 2010          |
| Sousa E. C.                | Brasil   | 2011          |
| CSP                        | Brasil   | 2012-16       |
| Caicó E. C. (cedido)       | Brasil   | 2012          |
| Visão Celeste (cedido)     | Brasil   | 2012          |
| Cerâmica A. C. (cedido)    | Brasil   | 2013          |
| Treze F. C. (cedido)       | Brasil   | 2013          |
| Veranópolis E. C. (cedido) | Brasil   | 2014          |
| E. C. Pelotas (cedido)     | Brasil   | 2014          |
| Lucena S. C. (cedido)      | Brasil   | 2014          |
| C. D. Nacional (cedido)    | Portugal | 2014-16       |
| Vitória de Guimarães       | Portugal | 2016-17       |
| F. C. Porto                | Portugal | 2017-20       |
| Tianjin Teda               | China    | 2020-21       |
| Olympiacos F. C.           | Grecia   | 2021-22       |
| Botafogo                   | Brasil   | 2022-25       |
| Santos F. C.               | Brasil   | 2025-presente |

## Palmarés

### Títulos regionales
| Título   | Club           | Estado         | Año  |
| -------- | -------------- | -------------- | ---- |
| Taça Río | Botafogo F. R. | Río de Janeiro | 2023 |
| Taça Río | Botafogo F. R. | Río de Janeiro | 2024 |

### Títulos nacionales
| Título                | Club             | País     | Año  |
| --------------------- | ---------------- | -------- | ---- |
| Primeira Liga         | F. C. Porto      | Portugal | 2018 |
| Supercopa de Portugal | F. C. Porto      | Portugal | 2018 |
| Primeira Liga         | F. C. Porto      | Portugal | 2020 |
| Copa de Portugal      | F. C. Porto      | Portugal | 2020 |
| Superliga de Grecia   | Olympiacos F. C. | Grecia   | 2022 |
| Campeonato Brasileño  | Botafogo F. R.   | Brasil   | 2024 |

### Títulos  internacionales
| Título                       | Club           | Sede         | Año  |
| ---------------------------- | -------------- | ------------ | ---- |
| Copa Libertadores de América | Botafogo F. R. | Buenos Aires | 2024 |